# Ilia Konovalov
Ilia Konovalov (Rusia, 4 de marzo de 1971) es un atleta ruso, especialista en la prueba de lanzamiento de martillo, en la que llegó a ser medallista de bronce mundial en 2001.

## Carrera deportiva
En el Mundial de Edmonton 2001 ganó la medalla de bronce en lanzamiento de martillo, con una marca de 80.27 metros, quedando tras el polaco Szymon Ziółkowski que con 83.38 metros batió el récord de los campeonatos, y el japonés Koji Murofushi que llegó hasta 82.92 metros.